# الحلة (الحديدة)

تعديل مصدري - تعديل

الحلة هي إحدى قرى مديرية المراوعة، التابعة لمحافظة الحديدة اليمنية، بلغ تعداد سكانها 1952 نسمة حسب الإحصاء الذي أجري عام 2004.